# Baptisia fragilis
Baptisia fragilis är en ärtväxtart som beskrevs av Larisey. Baptisia fragilis ingår i släktet Baptisia och familjen ärtväxter. Inga underarter finns listade i Catalogue of Life.